# Торрес, Сергей
Сергей Торрес Мадригаль (исп. Serguey Torres Madrigal; 20 января 1987, Санкти-Спиритус) — кубинский гребец-каноист, выступает за сборную Кубы с 2005 года. Олимпийский чемпион 2020 года, многократный призёр чемпионатов мира, 4-кратный чемпион Панамериканских игр, 5-кратный чемпион Центральноамериканских и Карибских игр, победитель многих регат национального и международного значения. 

## Биография
Сергей Торрес родился 20 января 1987 года в городе Санкти-Спиритус одноимённой провинции.
Первого серьёзного успеха на взрослом международном уровне добился в 2005 году, когда попал в основной состав кубинской национальной сборной и побывал на чемпионате мира в хорватском Загребе, откуда привёз две награды бронзового и одну серебряного достоинства, выигранные в зачёте двухместных каноэ на дистанциях 200, 500 и 1000 метров соответственно. На мировом первенстве 2007 года в немецком Дуйсбурге получил серебро в двойках на тысяче метрах. Кроме того, в этом сезоне дважды одержал победу на Панамериканских играх в Рио-де-Жанейро, став лучшим в полукилометровой и километровой гонках двухместных экипажей.
Благодаря череде удачных выступлений Торрес удостоился права защищать честь страны на летних Олимпийских играх 2008 года в Пекине. Стартовал здесь в вместе с напарником Карелем Агиларом Чаконом в двойках на дистанциях 500 и 1000 метров. В первом случае сумел дойти только до стадии полуфиналов, где финишировал шестым, тогда как во втором случае добрался до финала и показал в решающем заезде девятый результат.
В 2011 году Сергей Торрес добавил в послужной список золотую награду, полученную в километровой программе двоек на Панамериканских играх в мексиканской Гвадалахаре. Будучи одним из лидеров гребной команды Кубы, благополучно прошёл квалификацию на Олимпийские игры 2012 года в Лондоне, где в паре с Хосе Карлосом Бульнесом в двойках на тысяче метров пробился в финал и финишировал в финальном заезде шестым, немного не дотянув до призовых позиций.
После лондонской Олимпиады Торрес остался в основном составе кубинской национальной сборной и продолжил принимать участие в крупнейших международных регатах. Так, в 2014 году на Играх Центральной Америки и Карибского бассейна в Веракрусе он дважды поднимался на верхнюю ступень пьедестала почёта, став лучшим в одиночках и двойках на километровой дистанции. Также выиграл бронзовую медаль на чемпионате мира в Москве, заняв третье место в полукилометровой гонке двухместных экипажей. В сезоне 2015 года отметился бронзовой наградой на Панамериканских играх в Торонто, полученной в зачёте двоек на тысяче метрах.
На Олимпийских играх 2020 года в Токио стал олимпийским чемпионом в каноэ-двойке с Фернандо Хорхе.